# Lophoceps
Lophoceps is een geslacht van vlinders uit de familie wespvlinders (Sesiidae), onderfamilie Sesiinae.
Lophoceps is voor het eerst wetenschappelijk beschreven door Hampson in 1919. De typesoort is Lophoceps abdominalis.

## Soorten
Lophoceps omvat de volgende soorten:
- Lophoceps abdominalis Hampson, 1919
- Lophoceps alenicola (Strand, 1913)
- Lophoceps cyaniris Hampson, 1919
- Lophoceps quinquepuncta Hampson, 1919
- Lophoceps tetrazona Hampson, 1919